# چپیکا، شیلی
چپیکا، شیلی (به اسپانیایی: Chépica) یک سکونتگاه مسکونی در شیلی است که در استان کولچاگوا واقع شده‌است.

## خصوصیات
چپیکا ۵۰۳٫۴ کیلومترمربع مساحت و ۱۴٬۴۲۵ نفر جمعیت دارد و ۱۸۲ متر بالاتر از سطح دریا واقع شده‌است.